# Azophi (cratera)
Azophi é uma cratera de impacto lunar que se situa nos planaltos centrais do sul rugosos da Lua. A borda noroeste está ligada à crateira ligeiramente menor Abenezra. Para leste-sudeste está a grande e irregular Sacrobosco. 
O amplo exterior da borda de Azophi tem uma forma um tanto poligonal, com cantos arredondados. A extermidade é relativamente penetrante e assemelhada à uma fissura. A borda não está significativamente usada ou impactada por crateras menores, com a exceção de Azophi C que se situa na parede interna nordeste. O solo interior não possui um pico central e está marcado apenas por algumas minúsculas crateletas. Recebeu o nome do astrônomo persa do século X Abd Al-Rahman Al Sufi. 

## Crateras-Satélite
Por  convenção essas formações são identificadas em mapas lunares pelo posicionamento da letra ao lado do ponto médio da cratera que está mais próximo de Azophi.
| Azophi | Latitude | Longitude | Diâmetro |
| ------ | -------- | --------- | -------- |
| A      | 24.4° S  | 11.2° E   | 29 km    |
| B      | 23.6° S  | 10.6° E   | 19 km    |
| C      | 21.8° S  | 13.1° E   | 5 km     |
| D      | 24.3° S  | 13.4° E   | 9 km     |
| E      | 23.5° S  | 13.8° E   | 5 km     |
| F      | 22.2° S  | 13.9° E   | 6 km     |
| G      | 23.9° S  | 12.3° E   | 53 km    |
| H      | 25.5° S  | 11.8° E   | 21 km    |
| J      | 21.2° S  | 13.1° E   | 8 km     |

### Obras em língua portuguesa
- Freitas Mourão, Ronaldo Rogério de (2008). Dicionário Enciclopédico de Astronomia e Astronáutica. Lexicon. ISBN 9788586368356

### Obras em língua inglesa
- Andersson, L. E.; Whitaker, E. A., (1982). NASA Catalogue of Lunar Nomenclature. [S.l.]: NASA RP-1097
- Blue, Jennifer (25 de julho de 2007). «Gazetteer of Planetary Nomenclature». USGS. Consultado em 5 de agosto de 2007
- B. Bussey; P. Spudis (2004). The Clementine Atlas of the Moon. New York: Cambridge University Press. ISBN 0-521-81528-2
- Cocks, Elijah E.; Cocks, Josiah C. (1995). Who's Who on the Moon: A Biographical Dictionary of Lunar Nomenclature. [S.l.]: Tudor Publishers. ISBN 0-936389-27-3
- McDowell, Jonathan (15 de julho de 2007). Lunar Nomenclature (Relatório). Jonathan's Space Report. Consultado em 24 de outubro de 2007
- Menzel, D. H.; Minnaert, M.; Levin, B.; Dollfus, A.; Bell, B. (1971). «Report on Lunar Nomenclature by The Working Group of Commission 17 of the IAU». Space Science Reviews. 12. 136 páginas
- Moore, Patrick (2001). On the Moon. [S.l.]: Sterling Publishing Co. ISBN 0-304-35469-4
- Price, Fred W. (1988). The Moon Observer's Handbook. [S.l.]: Cambridge University Press. ISBN 0521335000
- Rükl, Antonín (1990). Atlas of the Moon. [S.l.]: Kalmbach Books. ISBN 0-913135-17-8
- Webb, Rev. T. W. (1962). Celestial Objects for Common Telescopes 6th revision ed. [S.l.]: Dover. ISBN 0-486-20917-2
- Whitaker, Ewen A. (1999). Mapping and Naming the Moon. [S.l.]: Cambridge University Press. ISBN 0-521-62248-4
- Wlasuk, Peter T. (2000). Observing the Moon. [S.l.]: Springer. ISBN 1852331933